# Святошино (историческая местность)
Свято́шино (укр. Свято́шин, Свято́шино, Свято́шине) — историческая местность, дачный посёлок, жилой массив в западной части Киева.
Святошино на севере граничит с массивами Авиагородок, Академгородок и Беличи (граница по улице Депутатской, бульвару Академика Вернадского, ул. Академика Доброхотова, проспект Академика Палладина, проспект Победы), на востоке — с железной дорогой Киев — Ковель, на западе — со Святошинскими озёрами (цепь прудов на реке Нивке) и на юге — застройка вдоль улиц Котельникова и Отдыха. Прилегает к местностям Берковец, Беличи, Весёлый Майдан, Галаганы, Катериновка, Нивки, Казённый лес, селу Петропавловская Борщаговка Киево-Святошинского района Киевской области и Борщаговской промзоне.
В состав исторической местности Святошино входят: «старое» Святошино (Святошинские дачи), жилмассивы Авиагородок и Академгородок, а также часть жилмассива Беличи — 10-й микрорайон Святошинского района в пределах улиц Чернобыльской, Прилужной, Николая Ушакова и проспекта Победы и часть 8-го микрорайона до улицы Спартаковской.

## Происхождение названия

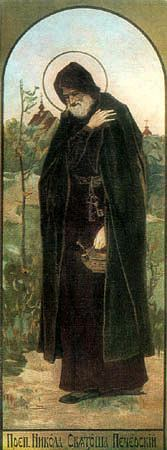
Преподобный Николай Святоша, давший имя исторической местности Святошино на картине В. Васнецова.

По самой распространённой версии Святошино названо в честь преподобного Николы (Николая, Мыколы) Святоши, в миру Святослава из рода князей черниговских, ветви Рюрикового рода, который как считается владел землями соседней Борщаговки (согласно преданию, записанному в позднейшние времена), подвизался в Киево-Печерской Лавре, служил привратником, а также участвовал в создании надвратного храма во славу Святой Троицы, одного из первых храмов в честь Святой Троицы на древней Руси, где как считается располагалась его келия. От имени этого храма позднее произошло название местности на Левобережье Города (Киева), известная как Троещина, Земля Святой Троицы. Таким образом Святошино является одной из многих местностей Города и его пригородов, связанных с именем преподобного Мыколы.
Эта этимологическая версия поддерживается и официально — в 2006 году рядом со зданием Святошинской районной администрации на проспекте Победы, 97 установлен памятник Николаю Святоше. Ещё одна более-менее правдоподобная версия заключается в том, что название связано со святым лесом, который был излюбленным местом отдыха монахов, студентов духовной академии, священников, одним словом святошей. Есть и другие версии происхождения названия, но все они в настоящее время являются не более чем гипотезами, которые сложно доказать.
На фото 1900—1906 годах имелись рукописные надписи, как с содержанием буквы Ѣ в конце — Свято́шинѣ, ныне употребляемая только в церковнославянском языке, так и через -о на в конце.. На советских картах с 1930-х по начало 1990-х годов использовалось название «Святошино» как на украинском, так и на русском языках. В печатных изданиях использовались как «Святошин», так и «Святошино», иногда — «Святошине». Так как в начале 1990-х годов станция метро «Святошино» была переименована в «Святошин», на русско- и украиноязычных картах появилось название «Святошин», но на самом деле переименование коснулось только станции метро, так как сама местность не является административной единицей, которую можно переименовать.

## История
Святошино упоминается в 1619 году в грамоте короля Сигизмунда III, который передал земли киевским мещанам.
В конце XIX века Святошино является дачным посёлком с развитой инфраструктурой. В 1897 году здесь насчитывается 450 участков на 20 улицах и переулках, также есть базарная площадь. Располагалось между современными улицами Святошинской, Котельникова, р. Нивка, по околице с. Беличи (современные улицы Спартаковская и Угловая), вдоль Беличанской дороги (теперь Беличанская улица и начальная часть улицы Василия Стуса). В 1901 году в Святошино появляется электричество, а в 1911 году — первый кинотеатр (примечательно, что он сохранился до сих пор — это нынешний кинотеатр «Экран» возле станции метро «Житомирская»). До 2010 года в кинотеатре не прекращались сеансы, а за время своего существования он ни разу не менял свое функциональное назначение. В 2018 году в кинотеатре произошел пожар.
В 1910-е годы на территории современного завода «Авиант» был Святошинский аэродром. Именно здесь пилот Пётр Нестеров впервые исполнил «мёртвую петлю». В составе Киева — с 1923 года.
В первой половине XX века Святошино — курортная зона. Сюда проложен трамвайный маршрут, строятся санатории и дома отдыха. В 1924 году святошинские дачи превращены в дома для рабочих. В 1930-е—1950-е годы Святошино расширено до современных границ.
В 1940-е годы построен Авиагородок, в 1950-е—1960-е годы — Академгородок.
С 5 по 10 июля 1941 года в городе находилось управление Юго-Западного фронта.
Основная современная застройка Святошино приходится на первую половину 1970-х годов. На территории бывшей частной застройки возведены жилые многоэтажные дома 10-го микрорайона (между проспектом Победы, улицами Николая Ушакова, Прилужной и Чернобыльской). Большая часть исторической застройки Святошино была снесена в 1970-е—1980-е годы, на её месте построены многоэтажные панельные дома. Северо-западную часть Святошино «поглотила» застройка жилого массива Беличи.
Ещё в начале 1990-х годов в Святошино оставались значительные участки частной застройки, а на некоторых улицах машины появлялись крайне редко. Но во второй половине 1990-х строительство высоток на этой привлекательной для проживании территории приняло массовый характер, что вызвало резкое увеличение автомобильного движения, и с каждым годом тихих спокойных уголков в Святошино становится всё меньше и меньше.
В 2000-е годы продолжение застройки в Святошино приводит ко множеству скандалов — жители пытаются отстоять оставшиеся немногочисленные скверы и лесопарковые зоны, но чаще всего им это не удаётся.
Строительные организации при пособничестве городских и районных властей захватывают каждый пригодный для строительства кусочек земли. В 2009 году вырублены деревья на участке, где ранее планировалось организация мемориального сквера Василия Стуса (на месте, где раньше был дом, в котором он жил).
В Святошино расположены ряд медицинских учреждений, в том числе Научный центр радиационной медицины АМН Украины (пр. Победы, 119/121), Киевская государственная онкологическая клиника (ул. Верховинная, 69), две городские клинические больницы (№ 5 и № 7).

## Транспорт

### Станция метро «Святошин»
Открыта в 1971 году. До открытия новых станций метро в 2003 году развязка около метро «Святошин» была главным транспортным узлом Святошин, а станция метро — одной из самых загруженных станций Киева. Станция обслуживала и обслуживает не только жителей Святошино и Академгородка, но и других районов, в том числе Борщаговки, не имеющей доступа к метро. Рядом со станцией находится Святошинский вещевой рынок.

### Станция метро «Житомирская»
Открыта в 2003 году. Значительно разгрузила станцию метро «Святошин» и автостанцию «Дачная». От метро «Житомирская» отправляются маршрутки на Житомир и другие населённые пункты. Рядом со станцией находится трёхэтажный торговый центр VMB.

### Станция метро «Академгородок»
Открыта в 2003 году. Значительно разгрузила станцию метро «Святошин». От метро «Академгородок» отправляются маршрутки в пригород Киева. Станция двухэтажная, на втором этаже находятся небольшие магазины. Рядом со станцией находится вещевой рынок «Троицкий», который окончил своё существование в мае 2019 года. Вместо рынка собираются строить автовокзал, который сможет разгрузить заторы, в связи со стоянками маршруток Киево — Святошинского района и области (Бородянка, Буча, Ирпень, Мостыще, Стоянка и т. д.)

### Автостанция «Дачная»
Находится по адресу: пр. Победы, 142. Прямая связь с Житомиром, Коростышевом, Макаровом, Радомышлем и многими другими населёнными пунктами Киевской и Житомирской области, расположенными вдоль трассы Киев — Житомир. Также есть международное сообщение.

### Железнодорожная станция Святошино
От железнодорожной станции Святошино довольно интенсивно ходят электропоезда до Ирпеня, Бучи, Ворзеля, Клавдиева, Бородянки, Тетерева (Песковки), Ма́лина, Коростеня. Большинство электричек прибывает с Борщаговки, часть — со станции Киев-Пассажирский.